# Duje Čop
Duje Čop (Split, 1 februari 1990) is een Kroatisch voetballer die doorgaans speelt als spits. In januari 2025 verruilde hij Lokomotiva Zagreb voor HNK Rijeka. Čop maakte in 2014 zijn debuut in het Kroatisch voetbalelftal.

## Clubcarrière
Čop debuteerde op zijn zeventiende in het betaald voetbal. Dat jaar werd hij met Hajduk Split vijfde in de competitie. Nacional da Madeira nam hem in juli 2008 over. Hiervoor debuteerde hij op 24 januari 2009 in het eerste, tegen Sporting CP. Na dat seizoen 174 minuten gespeeld te hebben, keerde hij terug naar Hajduk Split, de club die hij in juli 2011 weer zou verlaten, nu voor stadsgenoot RNK Split. In juni van het jaar erna tekende hij bij de regerend Kroatisch landskampioen, Dinamo Zagreb. In een wedstrijd tegen NK Osijek scoorde Čop twee doelpunten. Hiermee kwam de teller op vijftig goals voor Dinamo Zagreb in negentig wedstrijden. Hiermee voegde de Kroaat zich in het lijstje van de beste vijfendertig doelpuntenmakers in de geschiedenis van de club uit Zagreb.
Dinamo Zagreb verhuurde Čop in 2015 voor achttien maanden aan Cagliari, waar trainer Gianfranco Zola op dat moment trainer was. Hier speelde hij met rugnummer negentig. Čop debuteerde op 24 januari 2015 voor de Italianen, tegen Sassuolo. Elf minuten voor het eindsignaal scoorde Čop de winnende goal. Door de winst wist de Italiaanse club op dat moment uit de gevarenzone in de Serie A te blijven. Voor een competitiewedstrijd tegen Atalanta Bergamo vergeleek Zola de Kroatische spits met ex-voetballer Enrico Chiesa. Aan het einde van het seizoen volgde toch degradatie.
Hoewel Cagliari Čop oorspronkelijk voor achttien maanden had gehuurd, daalde hij niet mee af naar de Serie B. In plaats daarvan nam de Italiaanse club hem in juli 2015 definitief over en verhuurde ze hem zelf direct voor een jaar aan Málaga, dat daarbij een optie tot koop bedong. Zowel Dinamo, Cagliari als Málaga gaven hiervoor hun akkoord. Cagliari verhuurde Čop in juli 2016 voor een jaar aan Sporting Gijón. Medio 2017 verkaste Čop voor circa drie miljoen euro naar Standard Luik. In de zomer van 2018 verhuurde de Belgische club de aanvaller aan Real Valladolid voor één seizoen.
In juli 2021 vertrok hij transfervrij van Standard Luik naar Dinamo Zagreb waar hij een contract tot medio 2023 kreeg. Begin 2022 werd hij verhuurd aan NK Celje en een half jaar later aan HNK Šibenik. In de zomer van 2023 liet Čop Dinamo achter zich, waarna hij voor stadsgenoot Lokomotiva Zagreb tekende. Anderhalf jaar later nam HNK Rijeka de aanvaller over.

## Clubstatistieken
| Seizoen | Club              | Competitie         | Competitie | Competitie | Beker | Beker | Internationaal | Internationaal | Totaal | Totaal |
| Seizoen | Club              | Competitie         | Wed.       | Dlp.       | Wed.  | Dlp.  | Wed.           | Dlp.           | Wed.   | Dlp.   |
| ------- | ----------------- | ------------------ | ---------- | ---------- | ----- | ----- | -------------- | -------------- | ------ | ------ |
| 2007/08 | Hajduk Split      | 1. HNL             | 14         | 1          | 0     | 0     | 0              | 0              | 14     | 1      |
| 2008/09 | CD Nacional       | Primeira Liga      | 5          | 1          | 0     | 0     | —              | —              | 5      | 1      |
| 2009/10 | Hajduk Split      | 1. HNL             | 10         | 3          | 2     | 0     | —              | —              | 12     | 3      |
| 2010/11 | Hajduk Split      | 1. HNL             | 14         | 5          | 1     | 0     | 6              | 1              | 21     | 6      |
| 2011/12 | RNK Split         | 1. HNL             | 29         | 8          | 1     | 0     | 4              | 2              | 34     | 10     |
| 2012/13 | Dinamo Zagreb     | 1. HNL             | 19         | 9          | 1     | 1     | 12             | 2              | 32     | 12     |
| 2013/14 | Dinamo Zagreb     | 1. HNL             | 33         | 22         | 9     | 8     | 9              | 3              | 51     | 33     |
| 2014/15 | Dinamo Zagreb     | 1. HNL             | 15         | 12         | 2     | 0     | 10             | 3              | 27     | 15     |
| 2014/15 | → Cagliari        | Serie A            | 16         | 4          | 1     | 0     | —              | —              | 17     | 4      |
| 2015/16 | Cagliari          | Serie A            | 0          | 0          | 0     | 0     | —              | —              | 0      | 0      |
| 2015/16 | → Málaga CF       | Primera División   | 31         | 7          | 1     | 0     | —              | —              | 32     | 7      |
| 2016/17 | → Sporting Gijón  | Primera División   | 31         | 9          | 0     | 0     | —              | —              | 31     | 9      |
| 2017/18 | Cagliari          | Serie A            | 2          | 0          | 1     | 0     | —              | —              | 3      | 0      |
| 2017/18 | Standard Luik     | Jupiler Pro League | 26         | 5          | 5     | 1     | —              | —              | 31     | 6      |
| 2018/19 | → Real Valladolid | Primera División   | 18         | 0          | 3     | 0     | —              | —              | 21     | 0      |
| 2019/20 | Standard Luik     | Jupiler Pro League | 12         | 1          | 2     | 1     | 3              | 0              | 17     | 3      |
| 2020/21 | Standard Luik     | Jupiler Pro League | 10         | 0          | 0     | 0     | 3              | 1              | 13     | 1      |
| 2021/22 | Dinamo Zagreb     | 1. HNL             | 8          | 1          | 1     | 1     | 6              | 0              | 15     | 2      |
| 2021/22 | → NK Celje        | 1. SNL             | 8          | 1          | 0     | 0     | —              | —              | 8      | 1      |
| 2022/23 | → HNK Šibenik     | 1. HNL             | 21         | 4          | 3     | 2     | —              | —              | 24     | 6      |
| 2023/24 | Lokomotiva Zagreb | 1. HNL             | 22         | 12         | 3     | 0     | —              | —              | 25     | 12     |
| 2024/25 | Lokomotiva Zagreb | 1. HNL             | 18         | 6          | 2     | 3     | —              | —              | 20     | 9      |
| 2024/25 | HNK Rijeka        | 1. HNL             | 1          | 0          | 0     | 0     | —              | —              | 1      | 0      |
| Totaal  | Totaal            | Totaal             | 363        | 111        | 38    | 17    | 53             | 12             | 454    | 140    |

Bijgewerkt op 6 februari 2025.

## Interlandcarrière
Čop heeft in diverse wedstrijden gespeeld voor de Kroatische jeugdelftallen. De Kroatische aanvaller werd opgeroepen voor de Kroatische voorselectie voor het wereldkampioenschap in Brazilië door bondscoach Niko Kovač. Hij viel echter later alsnog af en behoorde niet tot de 23-koppige definitieve selectie. Na het wereldkampioenschap in Brazilië besloot bondscoach Niko Kovač na het vertrek van enkele spelers en de kritiek op de selectie, nieuwe en jonge spelers op te roepen voor de nationale ploeg. "Er zijn veel, jonge jongens die de toekomst van het Kroatische voetbal zijn. Het is tijd dat we na het wereldkampioenschap het slechte beeld over het elftal veranderen", zei de bondscoach over zijn selectie. Čop was een van de vele nieuwe en jonge gezichten die een kans kreeg van Kovač voor de start van de EK-kwalificatiecyclus. Čop debuteerde op 4 september 2014 in de vriendschappelijke wedstrijd tegen Cyprus. Na de twee goals van Mario Mandžukić haalde de bondscoach hem aan de kant en bracht Čop in. Na meer dan een jaar werd de aanvaller opnieuw opgeroepen voor de nationale ploeg voor EK-kwalificatiewedstrijden tegen Bulgarije en Malta in oktober 2015. Čop maakte ook deel uit van de definitieve selectie van Kroatië voor het Europees kampioenschap in Frankrijk. Kroatië werd op 26 juni in de achtste finale tegen Portugal uitgeschakeld na een doelpunt van Ricardo Quaresma in de verlenging.
| Interlands van Duje Čop voor Kroatië | Interlands van Duje Čop voor Kroatië | Interlands van Duje Čop voor Kroatië | Interlands van Duje Čop voor Kroatië | Interlands van Duje Čop voor Kroatië | Interlands van Duje Čop voor Kroatië |
| №                                    | Datum                                | Wedstrijd                            | Uitslag                              | Competitie                           | Goals                                |
| Als speler bij Dinamo Zagreb         | Als speler bij Dinamo Zagreb         | Als speler bij Dinamo Zagreb         | Als speler bij Dinamo Zagreb         | Als speler bij Dinamo Zagreb         | Als speler bij Dinamo Zagreb         |
| ------------------------------------ | ------------------------------------ | ------------------------------------ | ------------------------------------ | ------------------------------------ | ------------------------------------ |
| 1                                    | 12 november 2014                     | Kroatië – Cyprus                     | 2 – 0                                | Vriendschappelijk                    |                                      |
| 2                                    | 4 september 2014                     | Argentinië – Kroatië                 | 2 – 1                                | Vriendschappelijk                    |                                      |
| 3                                    | 10 oktober 2015                      | Kroatië – Bulgarije                  | 3 – 0                                | EK 2016 kwalificatie                 |                                      |
| Als speler bij Málaga                |                                      |                                      |                                      |                                      |                                      |
| 4                                    | 27 mei 2016                          | Kroatië – Moldavië                   | 1 – 0                                | Vriendschappelijk                    |                                      |
| 5                                    | 21 juni 2016                         | Kroatië – Spanje                     | 2 – 1                                | EK 2016                              |                                      |
| Als speler bij Sporting Gijón        |                                      |                                      |                                      |                                      |                                      |
| 6                                    | 9 oktober 2016                       | Finland - Kroatië                    | 0 – 1                                | WK 2018 kwalificatie                 |                                      |
| 7                                    | 12 november 2016                     | Kroatië – IJsland                    | 2 – 0                                | WK 2018 kwalificatie                 |                                      |
| 8                                    | 15 november 2016                     | Noord-Ierland – Kroatië              | 0 – 3                                | Vriendschappelijk                    | 35'                                  |
| 9                                    | 28 maart 2017                        | Estland - Kroatië                    | 3 – 0                                | Vriendschappelijk                    |                                      |
| 10                                   | 28 mei 2017                          | Mexico – Kroatië                     | 1 – 2                                | Vriendschappelijk                    | 36'                                  |
| Als speler bij Standard Luik         |                                      |                                      |                                      |                                      |                                      |
| 11                                   | 5 september 2017                     | Turkije – Kroatië                    | 1 – 0                                | WK 2018 kwalificatie                 |                                      |
| 12                                   | 6 oktober 2017                       | Kroatië – Finland                    | 1 – 1                                | WK 2018 kwalificatie                 |                                      |
| 13                                   | 28 maart 2018                        | Mexico – Kroatië                     | 0 – 1                                | Vriendschappelijk                    |                                      |
| Als speler bij Real Valladolid       |                                      |                                      |                                      |                                      |                                      |
| 14                                   | 6 september 2018                     | Portugal – Kroatië                   | 1 – 1                                | Vriendschappelijk                    |                                      |

## Trivia
De vader van Čop, Davor, was ook profvoetballer. Hij speelde in de jaren 70 en 80 bij Hajduk Split.